# Zenith Point
Zenith Point är en udde i Kanada.   Den ligger i territoriet Nunavut, i den nordöstra delen av landet, 3 100 km nordväst om huvudstaden Ottawa.
Terrängen inåt land är kuperad åt nordväst, men åt sydost är den platt. Havet är nära Zenith Point österut. Trakten runt Zenith Point är nära nog obefolkad, med mindre än två invånare per kvadratkilometer.. Det finns inga samhällen i närheten.
Trakten runt Zenith Point består i huvudsak av gräsmarker.